# Hilmar Pabel
Hilmar Pabel (* 17. September 1910 in Rawitsch, Provinz Posen; † 6. November 2000 in Alpen bei Wesel) war ein deutscher Journalist, Fotograf und Initiator der Kindersuchaktion des Roten Kreuzes nach dem Zweiten Weltkrieg. Trotz seiner Mitwirkung an der Kriegspropaganda des Nationalsozialismus kann er als einer der wichtigsten deutschen Vertreter einer humanistisch-aufklärerischen Pressefotografie gelten.

## Leben
Der Sohn eines Kaufmanns begann 1924 im Alter von vierzehn Jahren mit dem Fotografieren. 1929 lernte er Fotografie an der Agfa Fotoschule in Berlin. Von 1930 bis 1935 studierte er Germanistik, Philosophie und Zeitungswissenschaft an der Friedrich-Wilhelm-Universität Berlin bei Emil Dovifat. Anschließend war er freiberuflich für verschiedene Zeitungen tätig, so etwa für die Illustrirte Zeitung.
Im Zweiten Weltkrieg arbeitete er als Kriegskorrespondent und Fotograf einer Propagandakompanie. Unter anderem fotografierte er im Ghetto von Lublin. Diese Aufnahmen wurden – mit antisemitischen Bildunterschriften versehen – auch veröffentlicht. Am Ende des Krieges war er für kurze Zeit in Kriegsgefangenschaft.
1945 arbeitete er für das Bayerische Rote Kreuz und war Mitinitiator von dessen Kindersuchaktion. In diesem Rahmen fotografierte er selbst über 2000 Kinder, um deren Eltern oder Verwandte ausfindig zu machen. 1947 entstand seine Bildfolge Heimkehrer, für die er einen Kriegsheimkehrer mit der Kamera begleitete. Später arbeitete Pabel für die Illustrierte Quick, für die er in die DDR, nach Nepal, Indonesien, Japan, China, Taiwan, in zahlreiche afrikanische Staaten, in die UdSSR und in die USA reiste. Aber auch Paris Match und Life druckten seine Fotoberichte. 1961 erhielt er den Kulturpreis der Deutschen Gesellschaft für Photographie. 1961–1970 war er als Fotograf beim Stern beschäftigt. Für das Magazin schuf er eindringliche Bildserien im Vietnamkrieg (Die kleine Orchidee, 1964, und Thuan darf noch einmal leben, 1968) und beim sowjetischen Einmarsch in der Tschechoslowakei. Nach 1970 arbeitete er erneut als freier Fotograf.
Er heiratete 1963 die Autorin und Journalistin Romy Schurhammer.
Pabel wurde mit dem Bundesverdienstkreuz am Bande und später mit der 1. Klasse ausgezeichnet, das er 1987 zurückgab. Der Grund war eine gegen seine Tochter verhängte Geldstrafe, die aufgrund ihrer Teilnahme an einer Sitzblockade der Zufahrt des amerikanischen Pershing-II-Depots auf der Mutlanger Heide im Zuge der Friedensbewegung ausgesprochen wurde.

## Fotobände
- Jahre unseres Lebens. Deutsche Schicksalsbilder. Stuttgart 1954
- Antlitz des Ostens. Hamburg 1960
- Bilder der Menschlichkeit. 12 klassische Reportagen. München, Luzern 1983: Bucher. ISBN 978-3-7658-0411-3
- Hilmar & Romy Pabel: Auf Marco Polos Spuren: Expedition Seidenstraße. München 1986
- Hilmar & Romy Pabel: Abenteuer Kanada. München 1987
- Stephan A. Vogelskamp/Roland Günther (Text) & Hilmar Pabel (Fotos): Das süße Leben. Essen 2005